# هادی خرسندی
هادی خرسندی (زاده ۱ فروردین ۱۳۲۴ یا ۱۳۲۵)، شاعر، طنزپرداز و استندآپ کمدین ایرانی است.

## زندگینامه
دروس اولیه را در زادگاه خود به پایان رساند. و تحصیلات خود را در دبیرستان ذوقی و سپس دبیرستان ابومسلم تهران ادامه داد.
هادی خرسندی اولین مطالبش را برای مجله طنز توفیق نوشت. او بعدها برای روزنامه‌های مختلف از جمله تهران مصور، مجله کاریکاتور ، جلب سیاحان، اطلاعات و جهانگردی و روزنامه اطلاعات نیز طنز می‌نوشت.
پس از انقلاب خرسندی در لندن اقامت گزید و مجله اصغرآقا را در لندن منتشر کرد. تقریباً جز نام خرسندی هیچ نام دیگری به طور جدی در اصغرآقا نوشته نشد. او معتقد به سرنگونی حکومت بوده و همه نوشته‌هایش هم حکایت از همین داشته و دارد.
خرسندی بعد از انقلاب مجموعه انشاهای صادق صداقت را که از زبان نوجوانی ساکن ایران بود، منتشر کرد و همچنین به تقلید از نام کتاب سلمان رشدی (آیات شیطانی) نام مجموعه اشعارش را آیه‌های ایرانی گذاشت.
خرسندی پس از دوم خرداد همان برخوردی را که با محافظه کاران می‌کرد با اصلاح طلبان نیز کرد، اما پس از مدتی که گروهی از اصلاح‌طلبان به زندان و بازداشت گرفتار آمدند، برخوردی نرم را با افرادی چون اکبر گنجی در پیش گرفت.
اگر چه بعد از دوم خرداد خرسندی با جدیت طنزنویسی را در مورد مسائل سیاسی ایران دنبال می‌کند، اما در برنامه‌های روی صحنه و اکثر نوشته‌ها و سروده‌هایش مسائل ایرانیان در غربت را موضوع اصلی نوشته‌هایش قرار داده‌است.
در سال ۱۹۹۵ جایزه هلمن هاملت به او اهدا شد.
او علاوه بر فعالیت‌های قلمی، با اجرای کمدی استندآپ در سالیان پس از انقلاب در بین جامعه ایرانیان خارج از کشور به چهره‌ای محبوب بدل شده‌است..
دختر او شاپرک خرسندی و پسرش پیوند خرسندی هم پای جای پای پدر گذاشته و در حیطه طنز و کمدی فعالیت می‌کنند.

## ترور نافرجام
در سال ۱۳۶۳ (۱۹۸۴ م) حکم ترور خرسندی توسط خمینی صادر شد و از طریق محمد هاشمی (همسر معصومه ابتکار) برای اجرا به اروپا آورده شد. یک روز قبل از اجرا، فردی ناشناس در تماسی با اسکاتلندیارد برنامه ترور را فاش می‌کند که منجر به خنثی‌سازی عملیات و دستگیری ضاربین و افراد مرتبط می‌شود. بعدها در جریان دادگاه ترور میکونوس، شاهد سی (C)، یا همان ابوالقاسم مصباحی (از عوامل برون‌مرزی دستگاه اطلاعاتی ایران در اروپا) اعتراف می‌کند که وی پلیس را از این برنامه آگاه کرده است.